# Caspian Airlines
Caspian Airlines (in persiano هواپیمایی کاسپین) è una compagnia aerea iraniana con sede a Teheran, attualmente compagnia di bandiera della Repubblica Islamica dell'Iran. Fondata nel 1993, opera su rotte nazionali, collegando Teheran con le maggiori città iraniane, ed internazionali, raggiungendo Armenia, Emirati Arabi Uniti, Siria, Turchia ed Ucraina. L'hub principale è aeroporto Internazionale di Teheran-Mehrabad.
A partire da dicembre 2016, il Dipartimento del Tesoro degli Stati Uniti ha vietato a Caspian Airlines di effettuare transazioni di qualsiasi tipo con entità straniere poiché aveva fornito sostegno agli elementi dell'IRGC trasportando dall'Iran alla Siria personale e materiale illecito, comprese le armi.

## Storia
La compagnia aerea è stata fondata nel 1993 e ha iniziato le operazioni nel settembre 1993. È stata costituita come una joint venture tra interessi iraniani e russi.
Caspian Airlines non ha più aeromobili Tupolev; oggi opera principalmente con velivoli della serie McDonnell Douglas MD-80 e Boeing 737 Classic.
Caspian Airlines ha terminato la costruzione della sua sede nel 1993. Successivamente, l'edificio è stato scambiato con tre Tupolev-154 della Mahan Air.

## Destinazioni
Al 2022, Caspian Airlines opera voli di linea tra Emirati Arabi Uniti, Iran, Iraq e Turchia.

## Flotta

### Flotta attuale

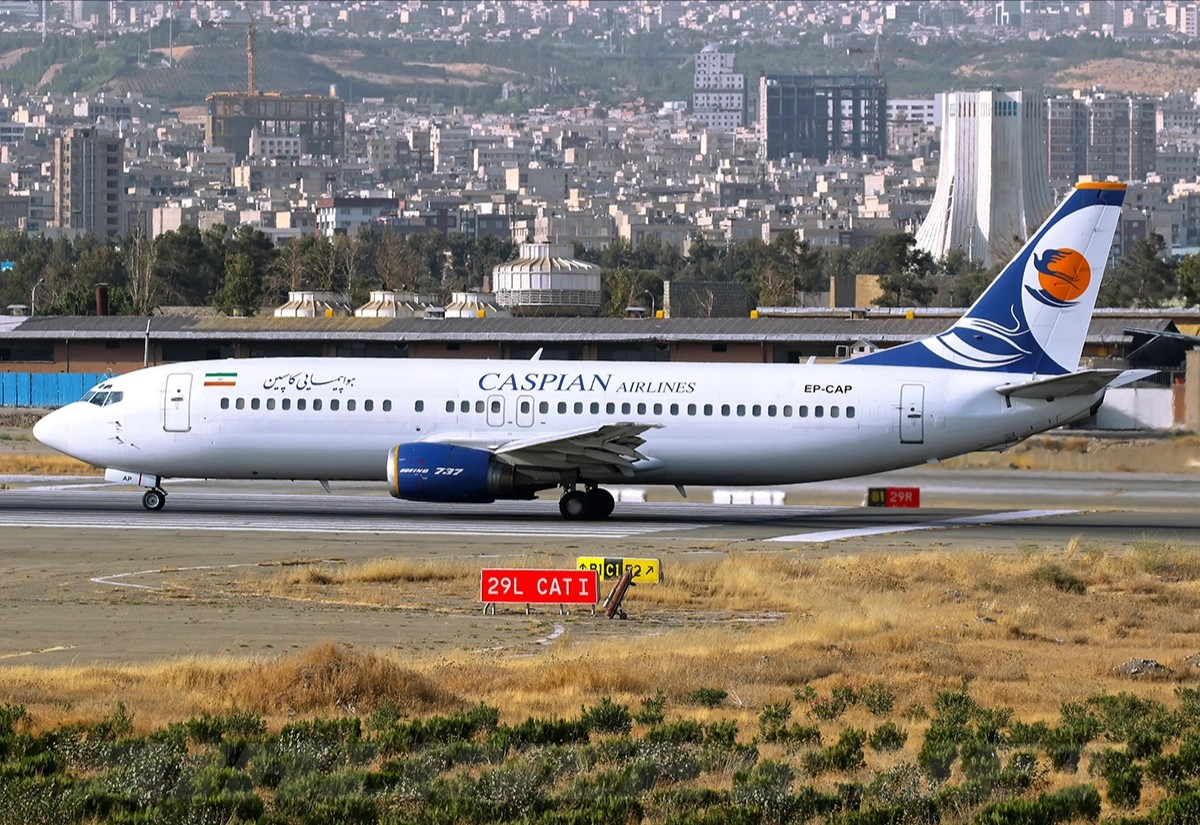
Un Boeing 737-400.

Ad ottobre 2024 la flotta di Caspian Airlines è così composta:

### Flotta storica

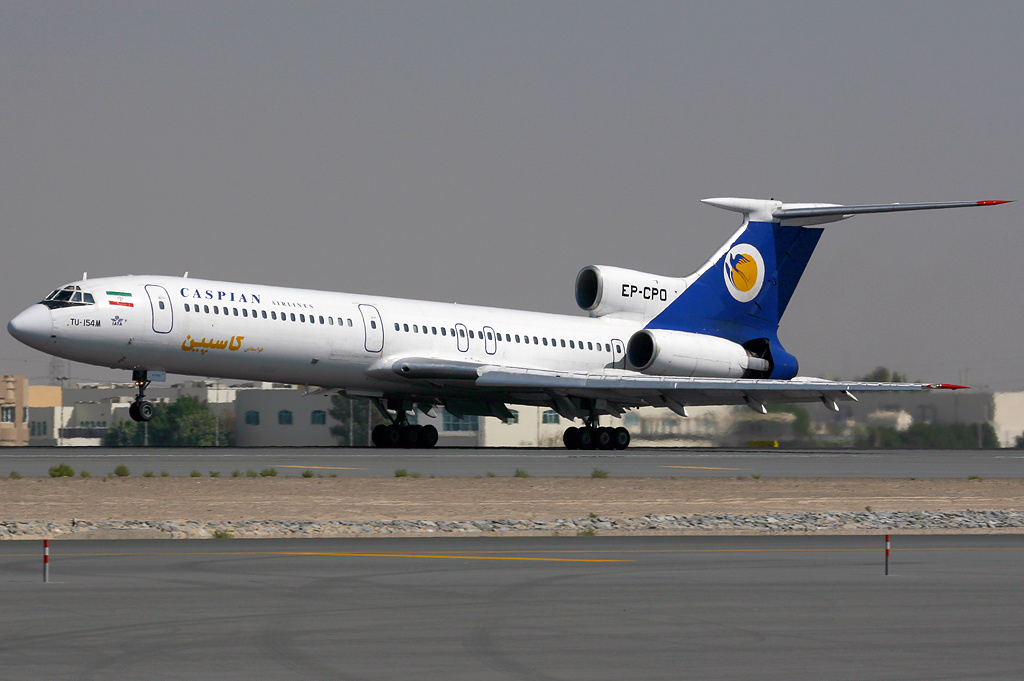
Un Tupolev Tu-154M.

Caspian Airlines operava in precedenza con:

## Incidenti
- 15 luglio 2009: il volo Caspian Airlines 7908, un Tupolev Tu-154M operante la tratta Teheran-Erevan, subì un guasto a un motore e il conseguente incendio alla coda dell'aereo. Il pilota virò, cercando di trovare un punto sicuro dove atterrare, ma senza successo. L'aereo si schiantò in un campo, scavando un cratere profondo fino a 10 metri. Le vittime furono 168.[8]
- 27 gennaio 2020: il volo Caspian Airlines 6936, un McDonnell Douglas MD-83 in fase di atterraggio a Mahshahr, uscì di pista dopo un avvicinamento non stabilizzato. Non ci furono vittime, ma l'aereo venne in seguito demolito.[9]